# جان دینگل
جان دینگل (به انگلیسی: John Dingell) سیاستمدار آمریکایی است که از ۱۳ دسامبر ۱۹۵۵ تا ژانویه ۲۰۱۵ نمایندهٔ حوزه انتخابیه دوازدهم میشیگان از حزب دموکرات ایالات متحده آمریکا در مجلس نمایندگان ایالات متحده آمریکا بود. وی در ۷ فوریه ۲۰۱۹ درگذشت.
او به مدت ۵۹ سال در مجلس نمایندگان عضو بود و طولانی‌ترین دوره عضویت در این مجلس را در تاریخ کنگرهٔ آمریکا دارا ست. او پس از پدرش جان دینگل، سینیر به نمایندگی رسید، و پس از او زنش دبی دینگل هم‌اکنون نمایندگی این حوزه را بر عهده دارد.
دینگل اولین بار در سال ۱۹۵۵ به این سمت انتخاب او شد. او در سال ۲۰۱۵ بازنشسته شد. او در دوران خدمتش نقشی مهم در تصویب بسیاری از قوانین لیبرال کلیدی از جمله برنامه‌های بهداشتی آمریکا داشت. دینگل در دوران ریاست جمهوری یازده رئیس‌جمهور نماینده مجلس بوددر سن ۹۲ سالگی درگذشت.